# Delegazione di El Ayoun
La Delegazione di El Ayoun (معتمدية العيون) è una delegazione tunisina facente parte del Governatorato di Kasserine.
Nel 2014 (dati del censimento) la delegazione contava 19.211 abitanti.
Il suo capoluogo è El Ayoun, che nel 2015 divenne municipalità con un territorio che corrisponde alla delegazione stessa. Sede del comune è nella località omonima.
È classificata come la delegazione con il secondo più basso indicatore di sviluppo regionale a livello nazionale

## Suddivisione amministrative
La delegazione è suddivisa in 6 settori (imada):
| codegeo  | imada                           | (in arabo)  | abitanti (2014) | superficie |
| -------- | ------------------------------- | ----------- | --------------- | ---------- |
| 42 58 51 | El Ayoun                        | العيون      | 3.517           | 70,40 km²  |
| 42 58 54 | El Baouajer                     | البواجر     | 1.973           | 69,18 km²  |
| 42 58 56 | Ain Esselsela (o Ain Es Silsla) | عين السلسلة | 1.487           | 58,28 km²  |
| 42 58 55 | Tiwicha                         | توشة        | 4.147           | 116,00 km² |
| 42 58 53 | El Brek                         | البرك       | 2.897           | 41,28 km²  |
| 42 58 52 | El Grine                        | القرين      | 5.190           | 56,12 km²  |

## Geografia
Il capoluogo è situato su un altipiano a circa 900-1000 mslm, circondato a nord, est e sud da montagne alte 1100-1200 metri. Le principali località vicine sono: a ovest Thala (تالة) distante circa 25 km stradali; a est Sbiba (سبيبة) e Djedeliane (جدليان) distanti su strada rispettivamente circa 30 e 35 km; a sud Sbeitla (سبيطلة) e il capoluogo del governatorato Kasserine rispettivamente a circa 45 km e 70 km stradali.
Il clima è semi arido.
Il territorio della delegazione è per circa metà agricolo (orzo, legumi, foraggio, meli, mandorli) e metà foreste di pini d'Aleppo.

## Popolazione
La popolazione della delegazione (complessivamente 19.211 abitanti al censimento 2014) è composta da 9.553 uomini e 9.658 donne,  formanti 3.990 famiglie e residenti in 4.080 abitazioni. Il 38,6% dei residenti ha meno di 20 anni e il 9,3% 60 o più anni.
È tra le delegazioni con il più alto tasso di analfabetismo (nel 2014 lo era il 45% tra la popolazione con 10 anni o più) e tra quelle con le più basse percentuali di famiglie che hanno l'acqua di rubinetto (37%).
Gli abitanti lavorano principalmente nell'agricoltura (47% nel 2004) ed edilizia (24%)

## Altre letture
- Un video-reportage giornalistico con breve riassunto scritto: Souhaieb Mraihi, « El Ayoun, une délégation riche mais dépourvue d'infrastructure », GlobalNet, 21 giugno 2011
- Assistance à la commune de laayoun dans le cadre d'élaboration des profils territoriaux des communes nouvellement créées, Fédération Nationale des Villes Tunisiennes, dicembre 2016 PDF